# Scuola rurale Gaetano Tommaselli
La scuola rurale Gaetano Tommaselli è una ex-scuola di epoca fascista intitolata ad un benefattore locale, ubicata nella campagna del comune di Fiesco, in Lombardia. L'edificio, al cui fianco sorge una fattoria, è utilizzato come stalla dall'attuale proprietario.

## Descrizione

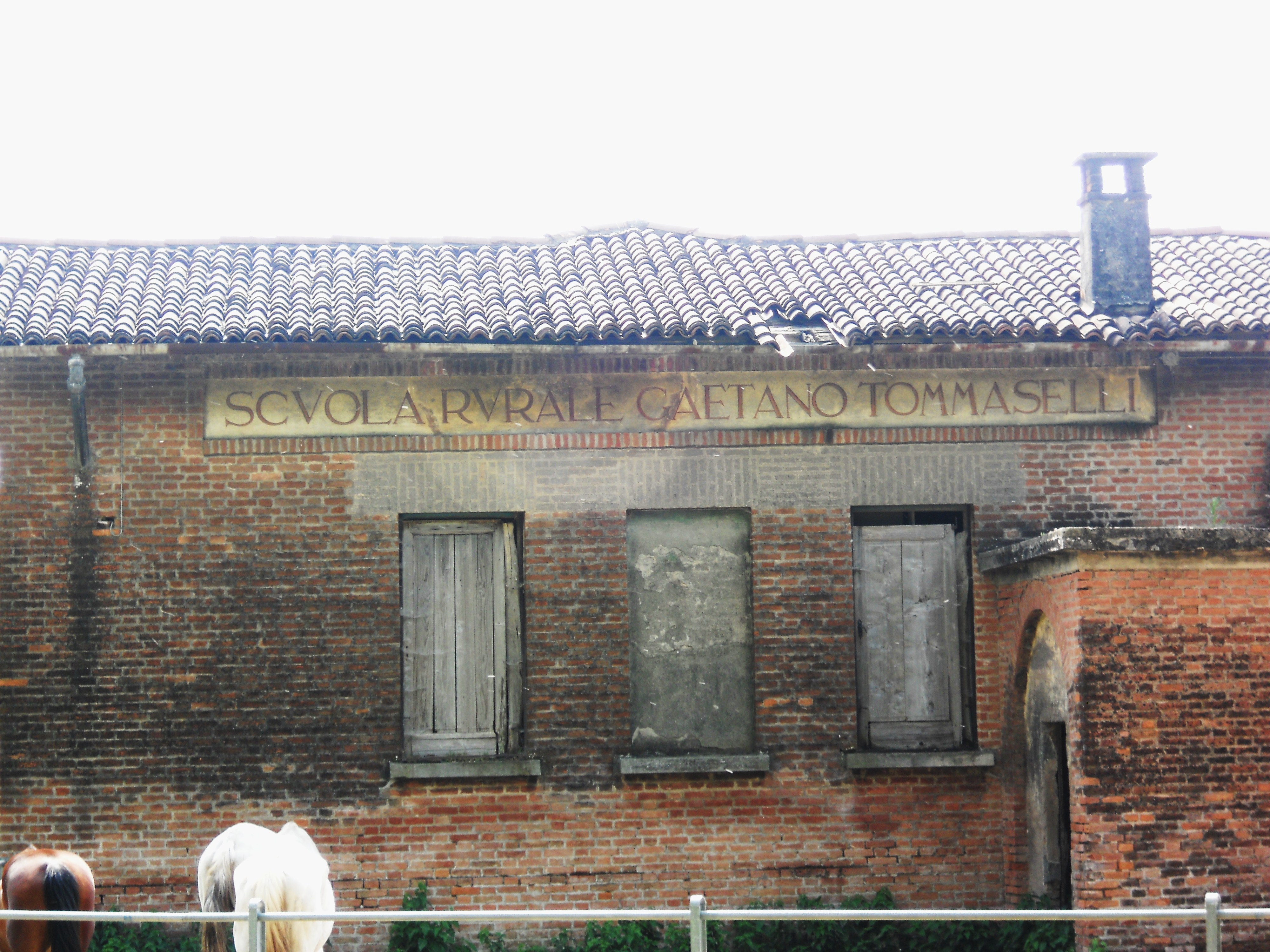
Lato dell'edificio.

L'edificio, che si estende su un singolo piano, è costruito in stile rurale con mattoni a vista, e poco sembra risentire del razionalismo italiano in voga nel periodo del suo utilizzo come scuola. Sulla facciata è ancora visibile la scritta Credere Obbedire Combattere, noto slogan fascista, mentre sul lato dell'edificio che dà sulla strada si legge Scuola rurale Gaetano Tommaselli.